# Coleophora sexdentatella
Coleophora sexdentatella é uma espécie de mariposa do gênero Coleophora pertencente à família Coleophoridae.